# 興徳寺 (金沢市)

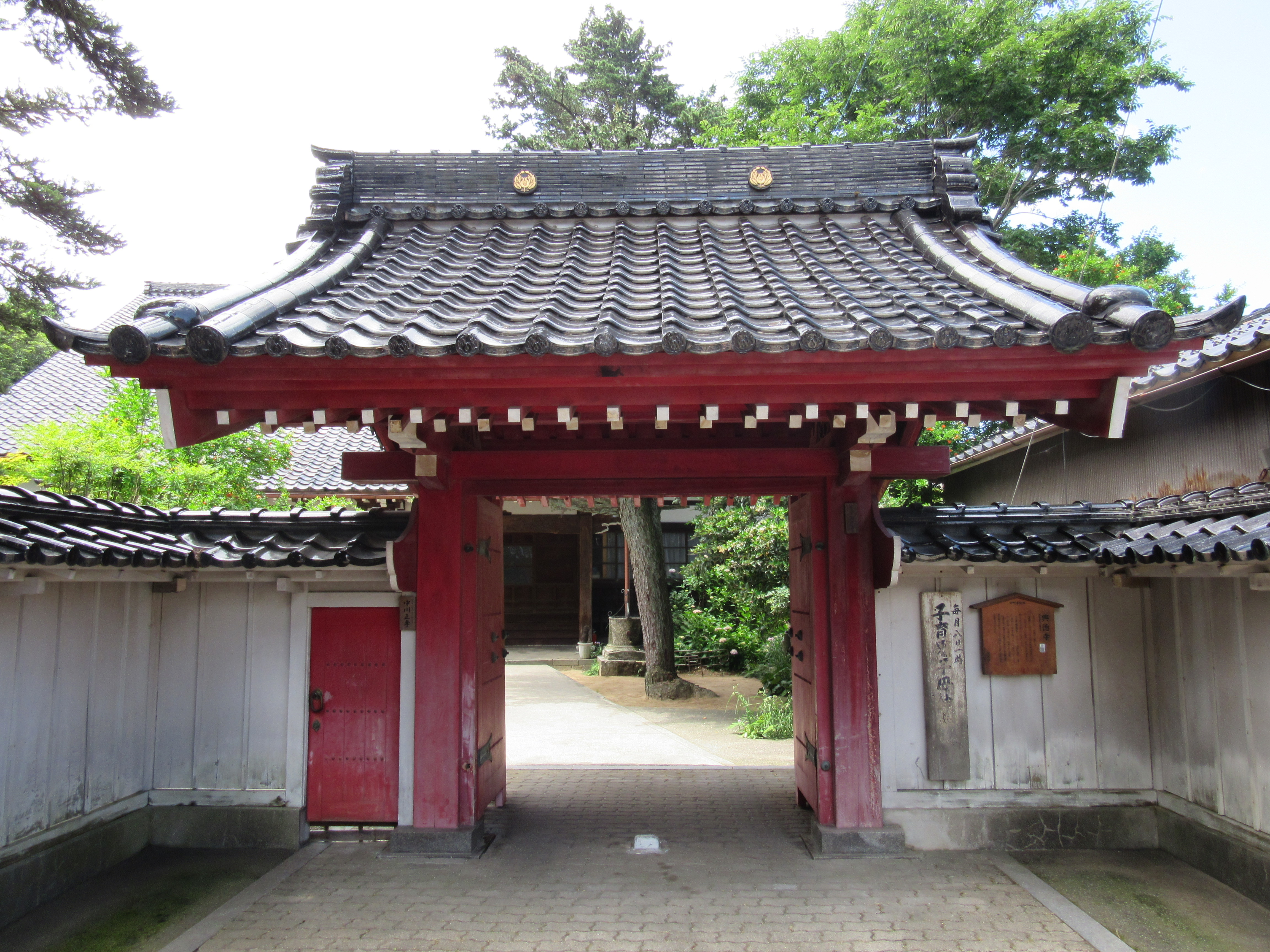
山門

興徳寺（こうとくじ）は、石川県金沢市寺町5丁目にある日蓮宗の寺院。山号は金昌山。旧本山は羽咋市の妙成寺。赤門さんとして知られる。
子育鬼子母神が安置され、子宝・安産・発育に御利益があるとされ、近年では不妊に悩む方達の御祈祷も行っている。
室生犀星の生母ハルが、興徳寺に寺籠もりしていたとされる。

## 歴史
正保元年（1644年）秀閑院日受が宝達山に創建。

## その他
- 山門（赤門） : 加藤清正の朝鮮出陣の武運長久の祈願の為に建立したと伝わる。
- 鬼子母神像 : 加賀前田家の家臣で青磁の祖である諏訪蘇山の作。

## 参考資料
- 日蓮宗寺院大鑑編集委員会『宗祖第七百遠忌記念出版 日蓮宗寺院大鑑』大本山池上本門寺 (1981年)